# Overcooked
Overcooked (stylizowane na Overcooked!) – kooperacyjna gra komputerowa (symulator gotowania), wyprodukowana przez brytyjskie studio Ghost Town Games i wydana przez (również brytyjskiego) producenta i wydawcę Team17, znanego najlepiej z serii strategicznych gier turowych "Worms". 3 sierpnia 2016 r. gra ukazała się na platformach Windows, PlayStation 4 i Xbox One, a 27 lipca 2017 r. również na Nintendo Switch. Rozgrywka polega na przygotowywaniu posiłków przy przestrzeganiu limitu czasu oraz pomimo przeszkód. Gra nastawiona jest na tryb lokalnej kooperacji (tzw. "couch coop"), w którym udział wziąć może do czterech graczy.

## Fabuła
Głównym motywem gry w trybie kampanii jest atak tajemniczej "Bestii" (mogącej budzić skojarzenia z Latającym Potworem Spaghetti) na krainę kucharzy – Cebulowe Królestwo. Wraz z nią na ziemię spadają meteoroidy przypominające ogniste pulpety. Król oraz jego pies proszą obecnych na miejscu kucharzy, aby ci podjęli walkę z "Bestią" – muszą zaspokoić jej żądze poprzez karmienie jej odpowiednimi daniami.
Mimo heroicznego wysiłku w kuchni, umiejętności kucharskie bohaterów okazują się zbyt małe. Za pomocą magii Król przenosi ich więc do przeszłości do roku 1993, kiedy świat był jeszcze wolny od "Bestii". Zadaniem bohaterów jest ukończenie kolejnych serwisów w różnorodnych warunkach i zdobycie jak największego doświadczenia, aby pokonać "Bestię", kiedy nadejdzie dzień jej przybycia.
Co kilka etapów (których ukończenie posuwa akcję w czasie o kilka lat) czeka nas wizyta w jednej z chatek Cebulowego Króla, gdzie podsumuje on nasze osiągnięcia.

## Rozgrywka
W grze wcielamy się w jednego z kucharzy, którym sterujemy w poszczególnych etapach pracy "na kuchni", tj. podczas przygotowywania składników, ich łączenia i przyrządzania z nich dań oraz zmywania talerzy. Posiłki powinny być przyrządzane zgodnie z porządkiem zamówień (który widoczny jest u góry ekranu) oraz z przepisem na określone danie. Gotowy posiłek należy wydać, a następnie zmyć brudne naczynia, kiedy zostaną zwrócone. Gracz jest ograniczony limitem czasu, a jego presję potęguje przyspieszająca na koniec etapu muzyka. Podczas swojej pracy, kucharze muszą mierzyć się z przeszkodami, takimi jak przechylająca się podłoga na statku, pękająca podłoga, szczury podkradające składniki, przechodnie, śliski lód czy możliwość wypadnięcia poza obszar gry. Ponadto zbyt długie pozostawienie posiłku na ogniu może spowodować pożar, który należy własnoręcznie ugasić gaśnicą.
Do swojej dyspozycji gracze mają warzywa, mięso, ciasto do pizzy i inne.
Tworzyć można różne wariacje dań takich jak m.in. sałatki, zupy, hamburger i pizza.
Każda plansza jest inna, cechuje się innym rozkładem kuchni, innymi zamawianymi daniami oraz – przede wszystkim – innymi przeszkodami, jakie na niej spotykamy. Gracze zyskują punkty za poprawnie wydane dania, a tracą za zamówienia, których nie zdążyli zrealizować. Oceniani są w trybie "gwiazdek", przy czym za dany etap zdobyć można maksymalnie trzy "gwiazdki". Aby przejść do kolejnej planszy, gracze muszą posiadać łącznie odpowiednią liczbę "gwiazdek".
Między planszami gracz porusza się swoim samochodem na globalnej mapie.
Od strony technicznej rozgrywka, pomimo swojej różnorodności jest niezwykle prosta. Do poruszania się, gracz używa gałki pada (lub ustawionych przycisków klawiatury, a poza tym używa jedynie dwóch przycisków funkcyjnych, z których jeden służy głównie do chwytania przedmiotów, a drugi do ich używania (np. krojenie, zmywanie, używanie gaśnicy). Taka prostota pozwala na grę dwóch osób na jednym padzie, w przypadku gry na konsolach.
W grę można grać w trybie lokalnej kooperacji lub wieloosobowej konkurencji. W pierwszym przypadku gracze wspólnie przyrządzają posiłki, a w drugim podzieleni są na dwie drużyny. Aby wygrać, należy zdobyć więcej punktów w wyznaczonym czasie. Istnieje też tryb dla pojedynczego gracza, w którym na planszy jest dwóch szefów kuchni, a gracz może się pomiędzy nimi w dowolnej chwili przełączać lub nawet kontrolować ich obu jednocześnie. Wraz z postępami gry odblokowujemy nowych szefów kuchni, których możemy wybrać, oraz nowe plansze do trybu konkurencji.

## Tworzenie gry
Gra jest pierwszym dziełem pochodzącego z Cambridge studia Ghost Town Games. Założyli je Phil Duncan i Oli De-Vine, którzy wcześniej kilka lat pracowali w studio Frontier Developments, nim opuścili je dla rozpoczęcia własnej działalności. Ich celem od początku było stworzenie gry, której głównym elementem będzie tryb kooperacji, który ich zdaniem w większości gier dodawany jest jako dodatek, a w którym twórcy widzieli ogromny potencjał.
Umiejscowienie gry w kuchni wynika z doświadczenia zawodowego Phila Duncana, który w przeszłości pracował jako kucharz. Jego zdaniem są to realia idealne do umiejscowienia w nich gry kooperacyjnej, jako że nieodzownym elementem pracy szefa kuchni jest praca zespołowa, zarządzanie czasem, podzielność uwagi i zdolności komunikacyjne.
Początkowe etapy gry zostały tak utworzone, aby nakłonić graczy do pracy zespołowej, np. poprzez postawienie na środku kuchni blatu oddzielającego graczy, który wymuszał albo obchodzenie go na około, albo podawania sobie składników ponad nim, co zabierało znacznie mniej czasu. Poziomy są też skonstruowane tak, że niejednokrotnie zadań do wykonania jest więcej, niż graczy, co wymusza na graczach przemyślane dzielenie się obowiązkami oraz wykonywanie różnych zadań następujących po sobie. Wysoce nieefektywne okazuje się zajmowanie się jednego gracza tylko jedną czynnością, np. tylko krojeniem składników. Dalsze etapy w wyniku testów skonstruowano tak, aby optymalnie zbalansować poziom trudności i satysfakcję z rozgrywki.
Tworząc grę tylko we dwójkę, twórcy często podróżowali na festiwale i konwenty, gdzie mogli trafić z grą do szerszej publiczności i zyskać rozgłos. Zdarzało się, że w wyniku uzyskanych w takich miejscach opinii graczy nanosili do gry poprawki w trybie doraźnym. Rozmowy z graczami doprowadziły też do przeniesienia głównego ciężaru gry z rozgrywki opartej na różnorodności przepisów na rozgrywkę skupioną na ciekawej konstrukcji poziomów. Twórcy uznali, że gracze lepiej odnajdą się w dynamicznych, dobrze zaprojektowanych poziomach.
W maju 2016 r. Team17 ogłosiło, że jest zainteresowane pomocą w wydaniu gry. Dzięki temu wsparciu w tym samym roku twórcy polecieli do Los Angeles na targi E3, gdzie mogli zaprezentować swoje dzieło na najpopularniejszym tego typu wydarzeniu branży gier wideo. Ich stanowisko umiejscowiono obok gry Yooka-Laylee (wydawanej również przez Team17), a samo Overcooked cieszyło się dużym zainteresowaniem.
15 listopada 2016 r. gra doczekała się rozszerzenia zatytułowanego "The Lost Morsel", w którym dodano sześć nowych etapów w trybie kampanii osadzonych w tropikalnej dżungli, nowy pojazd do poruszania się po mapie świata oraz sześciu nowych grywalnych szefów kuchni.
6 grudnia 2016 r. premierę miał darmowy dodatek o tematyce świątecznej – "Festive Seasoning", zawierający 8 poziomów, 2 nowych szefów kuchni oraz 2 nowe potrawy (świąteczny gulasz i pieczonego indyka z warzywami)

## Odbiór

### Krytyka
Overcooked zostało odebranie pozytywnie. Doceniono dynamikę rozgrywki w trybie kooperacji jak również charakterystyczny styl rozgrywki, cechujący się hałaśliwością, humorem ale też poziomem trudności wymagającym od graczy coraz lepszych umiejętności.
Wśród wad gier wymienia się brak globalnego trybu wieloosobowego (który został dodany w drugiej części) oraz tryb dla pojedynczego gracza, któremu brakuje dynamiki znanej z trybu kooperacji i który przez to może być nudny.

### Nagrody i wyróżnienia
W 2017 r. gra zwyciężyła w konkursie magazynu Develop w kategorii "Najlepsze nowe IP", na Brazylijskim Festiwalu Gier Niezależnych została wybrana najlepszą grą oraz grą z najlepszą rozgrywką, Brytyjska Akademia Sztuk Filmowych i Telewizyjnych (BAFTA) uznała ją za najlepszą brytyjską grę oraz grę familijną a Stowarzyszenie Niezależnych Twórców Gier (TIGA) uznało ją za najlepszą grę debiutującą.
Overcooked było też nominowane w konkursie The Game Awards w kategorii "Najlepszy multiplayer", na Festiwalu Gier Niezależnych (IGF) nominowano ją do nagrody Seumasa McNally'ego i w kategorii "Perfekcja w projektowaniu" oraz na festiwalu "SXSW Gaming" w kategorii "Głos graczy – multiplayer".

## Sequel
7 sierpnia 2018 została wydana druga część gry, w której dodano tryb rozgrywki online, wiele nowych potraw oraz możliwość rzucania składnikami.
W sequelu bohaterowie ponownie muszą uratować świat, jednak tym razem stawiając czoła Drożdżozombie – potworami powstałymi w wyniku eksperymentów Cebulowego Króla. 
Gra doczekała się wielu rozszerzeń, zarówno płatnych jak i darmowych. Wydano również przepustkę sezonową zawierającą 3 dodatki z roku 2019 ("Campfire Cook Off", "Night of The Hangry Horde" i "Carnival of Chaos"). 16 kwietnia 2020 miała premierę wersja Gourmet Edition, zawierająca wszystkie DLC.

## Overcooked! All You Can Eat[20]
Na czwarty kwartał 2020 roku zaplanowana jest premiera gry Overcooked! All You Can Eat, dostępnej na PlayStation 5 oraz Xbox Series X. Zawiera ona wszystkie poziomy z dwóch pierwszych gier i ich dodatków odświeżonych w 4K, a także 7 całkiem nowych poziomów. Ponadto znajdą się tam wszyscy kucharze z Overcooked! I Overcooked! 2 oraz trzech nowych, ekskluzywnych kucharzy, w tym Aksolotl. Gra będzie zawierać nowe osiągnięcia, ułatwienia dostępu a także grę międzyplatformową.